# アイス・エイジシリーズ

『アイス・エイジ』（Ice Age）は、20世紀フォックスの一部門であるブルースカイ・スタジオ製作によるアニメーション映画のシリーズである。声の出演はレイ・ロマーノ、ジョン・レグイザモ、デニス・リアリー、クリス・ウェッジであり、氷河期を生きる哺乳類たちを描く物語である。2002年に『アイス・エイジ』、2006年に続編の『アイス・エイジ2』、2009年に3作目の『アイス・エイジ3/ティラノのおとしもの』、2012年に4作目の『アイス・エイジ4/パイレーツ大冒険』、2016年には5作目の『アイス・エイジ5/止めろ! 惑星大衝突』、2022年にはスピンオフ作品である『アイス・エイジ バックの大冒険』が公開された。

## 長編映画

### 『アイス・エイジ』（2002年）
2万年前の氷河期。動物たちは寒さから逃れるために南へと移動していた。そんな中、孤独なマンモスのマニーだけは北へと向かっていたが、途中、仲間から見捨てられたナマケモノのシドと人間の赤ん坊、そして彼を狙うサーベルタイガーのディエゴと同行することになる。

### 『アイス・エイジ2』（2006年）
氷河期終わり、温暖化が進み始めていた時代。マニー、シド、ディエゴらは氷河が溶けることで起こるという大洪水から逃れるために新たな冒険へと旅立つ。

### 『アイス・エイジ3/ティラノのおとしもの』（2009年）
氷河期を共に暮らす動物たちのグループは転機を迎えていた。マンモスのマニーは間もなく生まれる子供に夢中となり、サーベルタイガーのディエゴは平和ボケした自分を見つめなおすためにグループを抜けて一人旅立ち、ナマケモノのシドはそんな2人を見て取り残された気分だった。そんな彼はある日、なにかの卵を3つ発見し、その子たちを育てる決意をする。

### 『アイス・エイジ4/パイレーツ大冒険』（2012年）
4作目『アイス・エイジ4/パイレーツ大冒険』は2012年7月13日に3Dで公開される。
今作からディエゴの吹き替え声優が竹中直人から石塚運昇に変更された。

### 『アイス・エイジ5/止めろ! 惑星大衝突』（2016年）
ディエゴの吹き替えの声を担当した石塚運昇は2018年に死去したため、アイス・エイジシリーズでは本作が最後の出演となった。

## 短編映画

### 『どんぐりとスクラット』
『どんぐりとスクラット』（Gone Nutty, 2002年、カルロス・サルダーニャ監督）は、『アイス・エイジ』のDVDに収録された。

### 『熱血どんぐりハンター!』
『熱血どんぐりハンター!』（No Time for Nuts, 2006年、クリス・ルノーとマイケル・サーマイヤー監督）は、『アイス・エイジ2』のDVDに収録された。

### 『シドのワイルド・キャンプ』
『シドのワイルド・キャンプ』（Surviving Sid, 2008年、ガレン・T・チュとキャレン・ディッシャー監督）は、『ホートン/ふしぎな世界のダレダーレ』のDVDに収録された。

## テレビスペシャル

### 『アイス・エイジ クリスマス』
『アイス・エイジ クリスマス』（Ice Age: A Mammoth Christmas）は、26分間のテレビスペシャルであり、フォックスにより2011年11月24日に放送され、同年11月26日にBlu-rayとDVDが発売された。監督はキャレン・ディッシャーで、レギュラー声優のレイ・ロマーノ、ジョン・レグイザモ、クィーン・ラティファ、デニス・リアリー、ジョシュ・ペック、ショーン・ウィリアム・スコット、クリス・ウェッジも参加する。また新キャストとして、サンタ役のビリー・ガーデル、ピーチェス役のシアラ・ブラヴォ、プランサー役のT・J・ミラー、ジュダ・フリードランダーが加わった。

## キャストとキャラクター
| キャラクター | 『アイス・エイジ』    | 『アイス・エイジ』          | 『アイス・エイジ』             | 『アイス・エイジ』           | 『アイス・エイジ』              | 『アイス・エイジ』             | 『アイス・エイジ』             | 『アイス・エイジ』             |
| キャラクター | アイス・エイジ (2002) | どんぐりとスクラット (2002) | アイス・エイジ2 (2006)         | 熱血どんぐりハンター! (2006) | シドのワイルド・キャンプ (2008) | アイス・エイジ3 (2009)         | クリスマス (2011)              | アイス・エイジ4 (2012)         |
| ------------ | --------------------- | --------------------------- | ------------------------------ | ---------------------------- | ------------------------------- | ------------------------------ | ------------------------------ | ------------------------------ |
| マニー       | レイ・ロマーノ        |                             | レイ・ロマーノ                 | 台詞無しカメオ               |                                 | レイ・ロマーノ                 | レイ・ロマーノ                 | レイ・ロマーノ                 |
| シド         | ジョン・レグイザモ    |                             | ジョン・レグイザモ             | 台詞無しカメオ               | ジョン・レグイザモ              | ジョン・レグイザモ             | ジョン・レグイザモ             | ジョン・レグイザモ             |
| ディエゴ     | デニス・リアリー      |                             | デニス・リアリー               | 台詞無しカメオ               |                                 | デニス・リアリー               | デニス・リアリー               | デニス・リアリー               |
| スクラット   | クリス・ウェッジ      | クリス・ウェッジ            | クリス・ウェッジ               | クリス・ウェッジ             | クリス・ウェッジ                | クリス・ウェッジ               | クリス・ウェッジ               | クリス・ウェッジ               |
| エリー       |                       |                             | クィーン・ラティファ           |                              |                                 | クィーン・ラティファ           | クィーン・ラティファ           | クィーン・ラティファ           |
| クラッシュ   |                       |                             | ショーン・ウィリアム・スコット |                              |                                 | ショーン・ウィリアム・スコット | ショーン・ウィリアム・スコット | ショーン・ウィリアム・スコット |
| エディ       |                       |                             | ジョシュ・ペック               |                              |                                 | ジョシュ・ペック               | ジョシュ・ペック               | ジョシュ・ペック               |
| バック       |                       |                             |                                |                              |                                 | サイモン・ペグ                 |                                | サイモン・ペグ （カメオ）      |
| ピーチェス   |                       |                             |                                |                              |                                 | 台詞無しカメオ                 | シアラ・ブラヴォ               | キキ・パーマー                 |
| スクラッティ |                       |                             |                                |                              |                                 | キャレン・ディッシャー         |                                | キャレン・ディッシャー         |

## 評価

### 興行収入
4作品目までの製作費は3億2900万ドル、累計世界興行収入は21億ドルを超えている。歴代で12番目に高い興行収入となったシリーズであり、アニメーション映画という括りは『シュレック』シリーズに次いで2番目に高い。
| 作品名                               | 公開日        | 興行収入     | 興行収入       | 興行収入       | 順位     | 順位     | 製作費       | 出典   |
| 作品名                               | 公開日        | 北米         | 北米外         | 世界           | 北米歴代 | 世界歴代 | 製作費       | 出典   |
| ------------------------------------ | ------------- | ------------ | -------------- | -------------- | -------- | -------- | ------------ | ------ |
| アイス・エイジ                       | 2002年3月15日 | $176,387,405 | $206,869,731   | $383,257,136   | #165     | #162     | $59,000,000  | [ 8 ]  |
| アイス・エイジ2                      | 2006年3月31日 | $195,330,621 | $460,057,537   | $655,388,158   | #127     | #54      | $80,000,000  | [ 9 ]  |
| アイス・エイジ3/ティラノのおとしもの | 2009年7月1日  | $196,573,705 | $690,112,575   | $886,686,280   | #126     | #24      | $90,000,000  | [ 10 ] |
| アイス・エイジ4/パイレーツ大冒険     | 2012年7月13日 | $158,668,779 | $681,268,614   | $839,937,393   | #208     | #30      | $95,000,000  | [ 11 ] |
| 合計                                 | 合計          | $726,960,510 | $2,038,308,457 | $2,765,268,967 | N/A      | N/A      | $324,000,000 | [ 12 ] |

### 批評家の反応
| 作品名                               | Rotten Tomatoes   | Rotten Tomatoes  | Metacritic       |
| 作品名                               | Overall           | Top Critics      | Metacritic       |
| ------------------------------------ | ----------------- | ---------------- | ---------------- |
| アイス・エイジ                       | 77% (164 reviews) | 76% (33 reviews) | 60% (31 reviews) |
| アイス・エイジ2                      | 57% (143 reviews) | 61% (28 reviews) | 58% (29 reviews) |
| アイス・エイジ3/ティラノのおとしもの | 45% (158 reviews) | 33% (33 reviews) | 50% (25 reviews) |
| アイス・エイジ4/パイレーツ大冒険     | 38% (128 reviews) | 39% (23 reviews) | 49% (29 reviews) |
| 平均値                               | 54%               | 52%              | 54%              |

## コンピュータゲーム
- 『アイス・エイジ』 - 2002年、ユービーアイソフト。GBA。
- 『アイス・エイジ2』 - 2006年、シエラエンターテインメント。Wii、PS2、GC、GBA、DS、Xbox、PC。
- 『アイス・エイジ3/ティラノのおとしもの』 - 2009年、アクティビジョン。PC、Wii、DS、PS2、PS3、PSP、Xbox 360。
- 『アイス・エイジ:ビレッジ』 - 携帯ゲーム。2012年、ゲームロフト。iPhone、iPad、Android[21]。
- 『Ice Age: Continental Drift – Arctic Games』 - 2012年、アクティビジョン。Wii、3DS、DS、Xbox 360[22]。
- 『Ice Age Online』 - オンラインゲーム[23]。

## アイスショー
2012年10月18日よりイギリスのカーディフ、続いて11月にドイツでアイスショーが上演され、さらにその後5年で30カ国にツアーを行う予定である。